# HIST1H2BL
HIST1H2BL‏ (Histone cluster 1 H2B family member l) هوَ بروتين يُشَفر بواسطة جين HIST1H2BL في الإنسان.